# TUBD1
TUBD1 (англ. Tubulin delta 1) – білок, який кодується однойменним геном, розташованим у людей на короткому плечі 17-ї хромосоми. Довжина поліпептидного ланцюга білка становить 453 амінокислот, а молекулярна маса — 51 034.
| 10         |  | 20         |  | 30         |  | 40         |  | 50         |
| ---------- |  | ---------- |  | ---------- |  | ---------- |  | ---------- |
| MSIVTVQLGQ |  | CGNQIGFEVF |  | DALLSDSHSS |  | QGLCSMRENE |  | AYQASCKERF |
| FSEEENGVPI |  | ARAVLVDMEP |  | KVINQMLSKA |  | AQSGQWKYGQ |  | HACFCQKQGS |
| GNNWAYGYSV |  | HGPRHEESIM |  | NIIRKEVEKC |  | DSFSGFFIIM |  | SMAGGTGSGL |
| GAFVTQNLED |  | QYSNSLKMNQ |  | IIWPYGTGEV |  | IVQNYNSILT |  | LSHLYRSSDA |
| LLLHENDAIH |  | KICAKLMNIK |  | QISFSDINQV |  | LAHQLGSVFQ |  | PTYSAESSFH |
| YRRNPLGDLM |  | EHLVPHPEFK |  | MLSVRNIPHM |  | SENSLAYTTF |  | TWAGLLKHLR |
| QMLISNAKME |  | EGIDRHVWPP |  | LSGLPPLSKM |  | SLNKDLHFNT |  | SIANLVILRG |
| KDVQSADVEG |  | FKDPALYTSW |  | LKPVNAFNVW |  | KTQRAFSKYE |  | KSAVLVSNSQ |
| FLVKPLDMIV |  | GKAWNMFASK |  | AYIHQYTKFG |  | IEEEDFLDSF |  | TSLEQVVASY |
| CNL        |  |            |  |            |  |            |  |            |

A: Аланін

C: Цистеїн

D: Аспарагінова кислота

E: Глутамінова кислота

F: Фенілаланін

G: Гліцин

H: Гістидин

I: Ізолейцин

K: Лізин

L: Лейцин

M: Метіонін

N: Аспарагін

P: Пролін

Q: Глутамін

R: Аргінін

S: Серин

T: Треонін

V: Валін

W: Триптофан

Кодований геном білок за функцією належить до білків розвитку. 
Задіяний у таких біологічних процесах, як диференціація клітин, сперматогенез, альтернативний сплайсинг. 
Білок має сайт для зв'язування з нуклеотидами, ГТФ. 
Локалізований у цитоплазмі, цитоскелеті, ядрі.